# 伊号第四百潜水艦
伊号第四百潜水艦（いごうだいよんひゃくせんすいかん）は、第二次世界大戦中の大日本帝国海軍の潜水艦。伊四百型潜水艦の一番艦。

## 概要
潜水空母と俗称される本艦は、独創的な構造で3機の特殊攻撃機『晴嵐』を搭載し、かつ、地球一周半分の長大な航続距離を持っており、日本海軍最高の秘密兵器といわれた。この能力は、アメリカ西海岸のアメリカ艦隊への攻撃や、パナマ運河への攻撃を企図して持たせられたものであったが、完成した頃には本土周辺の制海権・制空権すら完全に失われており、本艦が活躍する余地は残されていなかった。
2013年8月にハワイ諸島オアフ島南西沖の海底からハワイ海底研究所が伊号第400潜水艦の残骸を発見した。この発見はアメリカ海洋大気庁によって米国国務省と日本の政府関係者に確認され、同年12月2日に公表された。2015年5月にはNHKがハワイ大学と共同で2014年10月に行った調査で撮影された映像が放送され、この時に発見された『晴嵐』格納筒などの映像が公開された。船体は上下正しい向きで沈んでいるが、船体中央部には魚雷が命中した大穴があいており、船首部も破損している。格納塔扉は脱落して海底に落ちている。格納塔も船体から脱落しており、格納塔に一体化している司令塔は横倒しになっている。
2016年には船鐘が回収された。この船鐘は復元後にUSSボーフィン潜水艦博物館に展示される予定である。

## 艦歴
- 1943年（昭和18年）1月18日 - 呉海軍工廠で起工。戦艦大和を建造したドックで建造される[3]。
  - 12月22日 - 「伊号第四百潜水艦」と命名[1]。
- 1944年（昭和19年）1月18日 - 進水。
  - 12月30日 - 竣工。連合艦隊第6艦隊第1潜水隊に所属。内海で訓練に従事。
- 1945年（昭和20年）4月 - 大連で燃料補給。
  - 5月 - 燃料と物資を搭載して内地に戻る。
  - 6月 - 七尾湾で艦載機の発着訓練に従事。
  - 7月20日 - 呉湾を出撃(後の海上自衛隊潜水艦埠頭より）[3]。
  - 7月23日 - ウルシー攻撃のため「神龍特別攻撃隊」として大湊を出港[5]。
  - 8月 - モーター室火災を起こして修理、隔壁閉鎖が出来なくなる[6]。
  - 8月14日 - 伊401との会合予定海域に到着[3]。
  - 8月15日 - 終戦をウルシー南方海面で迎え、日本へ帰投することを決定する。3機の『晴嵐』はカタパルトから射出して海中に投棄して処分した[3]。
  - 8月27日 - 浮上航行中に米軍機に発見される[7]。
  - 8月29日 - 三陸沖で米駆逐艦「ブルー」に発見、捕獲される。
  - 8月30日 - 横須賀港に帰港。
  - 9月15日 - 除籍。
  - 10月 - 佐世保港へ回航。
- 1946年（昭和21年）1月 - 佐世保を出港、アメリカ本土に回航し技術調査される。
  - 6月4日 - ハワイ近海で実艦標的として魚雷で撃沈処分[3].

## 歴代艦長
※『艦長たちの軍艦史』442頁による。

### 艤装員長
1. 日下敏夫 中佐：1944年9月1日 -

### 艦長
1. 日下敏夫 中佐：1944年12月30日 -